# Сан Марино на Летњим олимпијским играма 2012.
Сан Марино на Олимпијским играма у Лондону 2012. је учествовао тринаести пут као самостална земља. 
Спортисти из Сан Марина до сада нису освојили ни једну олимпијску медаљу. Сан Марино је на играма у Лондону представљало укупно 4 спортисте (1 мушкарац и 3 жене) у 4 спорта (атлетика, стреличарство, стрељаштво и пливање).

## Атлетика
Сан Марино је добио место преко позивнице.
Жене
| Атлетичарка     | Дисциплина | Група    | Група | Четвртфинале      | Четвртфинале      | Полуфинале        | Полуфинале        | Финале            | Финале            | Детаљи |
| Атлетичарка     | Дисциплина | Резултат | Место | Резултат          | Место             | Резултат          | Место             | Резултат          | Место             | Детаљи |
| --------------- | ---------- | -------- | ----- | ----------------- | ----------------- | ----------------- | ----------------- | ----------------- | ----------------- | ------ |
| Мартина Претели | 100 м      | 12.41    | 3.    | Није се пласирала | Није се пласирала | Није се пласирала | Није се пласирала | Није се пласирала | Није се пласирала |        |

## Пливање
Сан Марино је добио место преко позивнице.
Жене
| Пливач       | Дисциплина     | Група | Група   | Полуфинале        | Полуфинале        | Финале            | Финале            | Детаљи |
| Пливач       | Дисциплина     | Време | Пласман | Време             | Пласман           | Време             | Пласман           | Детаљи |
| ------------ | -------------- | ----- | ------- | ----------------- | ----------------- | ----------------- | ----------------- | ------ |
| Клелија Тини | 100 м слободно | 58.29 | 38.     | Није се пласирала | Није се пласирала | Није се пласирала | Није се пласирала |        |

## Стреличарство
Сан Марино је добио место преко позивнице.
Мушкарци
| Стреличар      | Дисциплина  | Коло за рангирање | Коло за рангирање | 1. коло                  | 1/16 финала        | 1/8 финала         | Четвртфинале       | Полуфинале         | Финале             | Финале           | Детаљи |
| Стреличар      | Дисциплина  | Резултат          | Пласман           | Противник Резултат       | Противник Резултат | Противник Резултат | Противник Резултат | Противник Резултат | Противник Резултат | Пласман          | Детаљи |
| -------------- | ----------- | ----------------- | ----------------- | ------------------------ | ------------------ | ------------------ | ------------------ | ------------------ | ------------------ | ---------------- | ------ |
| Емануеле Гвиди | Појединачно | 589               | 64                | Им Донг-Хјун (1) Изг 6:0 | Није се пласирао   | Није се пласирао   | Није се пласирао   | Није се пласирао   | Није се пласирао   | Није се пласирао |        |

## Стрељаштво
Жене
| Стрелац          | Дисциплина | Квалификације | Квалификације | Финале   | Финале | Пласман | Детаљи |
| Стрелац          | Дисциплина | Резултат      | Пласман       | Резултат | Укупно | Пласман | Детаљи |
| ---------------- | ---------- | ------------- | ------------- | -------- | ------ | ------- | ------ |
| Алесандра Перили | Трап       | 71            | 5.            | 93       | 4.     | 4/22    |        |